# Invazia japoneză a Indochinei Franceze
Invadarea de către Japonia a Indochinei Franceze (în limba japoneză: 仏印進駐, Futsu-in shinchū), cunoscută și ca Expediția din Vietnam, a fost o operațiune militară prin care Imperiul Japonez a încercat să împiedice aprovizionarea de către Statele Unite a Chinei cu arme, combustibil și alte provizii pe calea ferată Haiphong-Yunnan Fou railway în timpul celui de-al doilea război chino-japonez. Cucerirea Indochinei Franceze, aflate în acel moment sub controlul autorităților de la Vichy ar fi întărit blocada împotriva Chinei și ar fi facilitat victoria forțelor nipone care luptau în provincia Guangxi.

## Context general
În timp ce operațiunile japoneze pentru cucerirea Longzhou continuau în provincia Guangxi, Franța a semnat un armistițiu cu Germania pe 22 June 1940, ceea ce a avut ca rezultat apariția  „Statului Francez” în zona neocupată a Franței, cu capitala la Vichy. Regimul de la Vichy controla în schimb toate coloniile franceze, inclusiv Indochina, una dintre ultimele căi de acces spre China care nu se aflau sub controlul Japoniei. După cucerirea Longzhoului, căile rutiere pe care le putea folosi China pentru aprovizionare au fost întrerupte de niponi, dar cale ferată din  regiune mai putea fi folosită pentru aprovizionarea pe ruta Haiphong-Yunnan. În ciuda bombardamentelor aeriene japoneze, această linie ferată a rămas deschisă  traficului.
Japonia a început să facă presiuni asupra Regimului de la Vichy să închidă această cale ferată, iar pe 5 septembrie niponii au organizat o „Armată indochineză expediționară” pusă sub comanda generalului-maior Takuma Nishimura. Această forță expediționară amfibie era formată din trupe de desant, vase de sprijin și avioane decolate de pe portavioane și de pe eroportul din Insula Hainan.
Pe 22 septembrie, Japonia și Indochina Vichyistă au semnat un acord prin care niponilor li se asigurau drepturi de tranzit, dar care limita la 6.000 de oameni numărul de soldați japonezi care puteau staționa în Vietnam și la maxim 25.000 de soldați japonezi care puteau fi prezenți la un moment dat în regiune. Prezența oricăror alte trupe terestre, aeriene sau navale nipone, altele decât cele prevăzute în acord era interzisă în mod expres.

## Desfășurarea luptelor
În doar câteva ore, coloanele Diviziei a 5-a a Armatei Imperiale Japoneze comandate de generalul-locotenent Aketo Nakamura au traversat granița prin trei puncte și au ocupat capătul de cale ferată de la Lang Son. Această acțiune contravenea înțelegerilor deja stabilite și a izbucnit o luptă scurtă cu unitățile Legiunii Străine, care a durat trei zile. Cucerirea Lang Sonului a deschis cale trupelor japoneze spre Hanoi. Francezii au deplasat trupe de rezervă în nord, pe ruta Lang Son – Hanoi, care să oprească înaintarea japonezilor.
Pe 23 septembrie, Regimul de la Vichy a protesta oficial la Tokyo față de încălcare tratatului tocmai semnat.
Între timp, avioanele japoneze ale forței de invazie au început deplasare spre Haiphong pe 24 septembrie. Un delegat francez a încercat să negocieze cu niponii, în același timp apărătorii primind ordine clare de luptă, care vizau respingerea oricărei încercări de debarcare.
Pe 26 septembrie, forțele japoneze au debarcat la Dong Tac, la sud de Haiphong, și au început să se deplaseze spre port. O a doua debarcare a adus pe țărm unități de blindate, iar Haiphongul a fost bombardat. La începutul serii, cam 4.500 de infanteriști și peste 10 tancuri erau în fața orașului Haiphong.
Până în seara zilei de 26 septembrie, luptele au scăzut în intensitate. Japonezii cuceriseră aeroportul de la Gia Lam din apropierea Hanoiului, stația de triaj Lao Cai de la granița cu provincia Yunnan și interceptaseră calea ferată Hanoi – Lang Son de la granița cu provincia Guangxi. De asemenea, japonezii plasaseră o garnizoană de 900 de soldați în portul  Haiphong și o alta de 600 de oameni în Hanoi. Aceste poziții i-au permis Japoniei să completeze blocada Chinei, cu excepția rutei dinspre Burma.
Pe 27 septembrie, Imperiul Japonez a semnat alianța militară cu Germania Nazistă și Italia Fascistă.

## Resurse media
- Conflictul din Indochina, Arhiva jurnalelor de știri franceze (Les Actualités Mondiales), 15 ianuarie 1941